# 克氏新箭齒雀鯛
克氏新箭齒雀鯛（學名：Neoglyphidodon crossi），又稱克氏新刻齒雀鯛，為輻鰭魚綱鱸形目雀鯛科新箭齒雀鯛屬的其中一種，分布於中西太平洋印尼蘇拉威西及摩鹿加群島海域，深度1至12公尺，本魚體呈卵圓形且側扁，幼魚體呈橘色，腹部黑色，有一條藍色縱紋從鼻子延伸到尾部；成魚體呈灰色，身體有藍點，胸鰭基部黃色，背鰭硬棘13枚;背鰭軟條14-16枚;臀鰭硬棘2枚;臀鰭軟條13-14枚，體長可達10公分，棲息在遮蔽隱密的珊瑚礁和潟湖，單獨活動且生性害羞，繁殖期會成對出現，屬雜食性，生活習性不明，可做為觀賞魚。